# Котник, Глория
Глория Котник (словен. Gloria Kotnik; род. 1 июня 1989, Словень-Градец) ― словенская сноубордистка, бронзовый призёр зимних Олимпийских игр 2022 года в Пекине.

## Биография
Родилась 1 июня 1989 года в городе Словень-Градец, Югославия.

### Зимние Олимпийские игры
Участвовала в зимних Олимпийских играх 2010 года в Ванкувере (Канада), где заняла 27-е место в параллельном гигантском слаломе. На зимних Олимпийских играх 2014 года в Сочи (Россия), она заняла 24-е место в параллельном гигантском слаломе. 
На зимних Олимпийских играх 2022 года в Пекине (Китай) выиграла бронзовую медаль в соревнованиях по параллельному гигантскому слалому среди женщин. Это стало её первым призовым местом в карьере, поскольку её лучшими результатами на соревнованиях Кубка мира перед Олимпийскими играми 2022 года были три четвёртых места.

### Личная жизнь
Котник изучала менеджмент в Приморском университете. В марте 2020 года она решила сделать перерыв в спортивных соревнованиях из-за усталости и сосредоточиться на семье . В январе 2021 года родила сына по имени Май. Вернулась к соревнованиям в декабре 2021 года .